# Yerry Mina
Yerry mina (født 23. september 1994) er en colombiansk professionel fodboldspiller, som spiller for Serie A-klubben Cagliari og Colombias landshold.